# Chillwave
La chillwave, nota anche come glo-fi e pop ipnagogico, è un microgenere caratterizzato dall'utilizzo di effetti sonori, sintetizzatori, loop e sampling attraverso cui la voce viene filtrata all'interno di linee melodiche relativamente semplici.
Il genere combina gli strumenti elettronici degli anni 2000 e la musicalità degli anni ottanta. Tra le varie influenze che hanno contribuito a creare la chillwave vi sono l'electropop, il post-punk revival, la new wave e il pop psichedelico.

## Interpreti
I principali esponenti del genere sono Neon Indian, Toro y Moi e Washed Out. I critici hanno osservato che anche altri artisti si sono soffermati sul genere: tra questi Panda Bear (nell'album del 2007 Person Pitch), i suoi Animal Collective, XXYYXX, Keep Shelly in Athens, Senhouse, Mansions on the Moon, Eightcubed, Small Black, Youth Lagoon, Blackbird Blackbird, Tycho, Bonobo, Purity Ring e altri.
Alcuni degli esponenti italiani sono Casa del mirto, Welcome Back Sailors e Flowers or Razorwire.